# Coralie Frei
Pour les articles homonymes, voir Frei.
Coralie Frei, née Coucharia Ahmed Idarousse Badjini (née le 12 octobre 1951 à Ouani) est une écrivaine comorienne.

## Biographie
Elle est l'enfant d'un homme très âgé et de son épouse de quarante ans sa cadette. Très tôt, elle doit s'occuper du ménage et de sa petite sœur, car sa mère abandonne la famille. 
Elle commence sa scolarité dans sa ville natale avant de poursuivre à Mutsamudu et, grâce à une bourse, au lycée Said-Mohamed-Cheik de Moroni. En 1973, un mois après avoir obtenu un baccalauréat en philosophie, elle accepte un mariage arrangé avec un homme de plus du double de son âge et émigre aussitôt en France avec l'accord de son père pour poursuivre ses études[source insuffisante] alors qu'elle est enceinte. 
Elle poursuit ses études d’anglais et d’espagnol aux universités de Toulouse et de Pau. Elle donne naissance à son premier enfant et, après avoir divorcé, se remarie à un militaire dans l'armée française, avec lequel elle a deux autres enfants. Après avoir obtenu son diplôme, elle choisit de passer un diplôme d'infirmière à partir de 1983 à la Réunion et Albi. 
Après son deuxième divorce, elle rencontre son troisième mari, Albert Frei, un Suisse du canton d'Appenzell Rhodes-Intérieures, lors d'un séjour en Tunisie. Elle s'installe en Suisse, à Oberegg, en 1994 avec son plus jeune enfant. Après un mariage civil qui lui permet de rester en Suisse, ils se marient selon le rite catholique au début des années 2010.

## Œuvre littéraire
Coralie Frei écrit tout au long de sa vie, de la poésie ainsi que de la fiction ; elle écrit ses livres à la fois en français et en allemand. Elle publie six livres et deux CD où elle mit une partie de sa poésie en musique.

## Publications
- 2010 : La perle des Comores, roman autobiographique.
- 2010 : L’autre côté de l’Océan/Weit wie der Ozean roman autobiographique.
- 2014 : Le journal de Maya, Confidences d’un chat/Das Tagebuch der Maya, roman.
- 2015 : Jenseits vom Ozean, roman.
- 2018 : Kiara et Maylor, roman.

## Discographie
- 2003 : Tout en poésie tout en musique
- 2002 : Poésie en Musique
- 2017 : Avenue der Freude